# Spark SRT05e
Spark SRT05e, também conhecido como Spark Gen2, ou simplesmente Gen 2, é um monoposto de corrida com propulsão elétrica, desenvolvido para a disputa da Fórmula E. O carro foi construído pela Spark Racing Technology em parceria com a Dallara.